# Ugyops aristellus
Ugyops aristellus är en insektsart som först beskrevs av Kirby 1900.  Ugyops aristellus ingår i släktet Ugyops och familjen sporrstritar. Inga underarter finns listade i Catalogue of Life.